# 加尔各答数学学会
加爾各答數學學會(英語：Calcutta Mathematical Society，)是總辦公室設在印度加尔各答市比丹纳加尔的專業數學家組織，致力于印度的數學研究和教育，組織學術交流、出版數學刊物。

## 歷史
加爾各答數學學會在首屆會長阿蘇托什·慕克吉爵士的組織下於1908年成立，慕克吉後來成為加尔各答大学的校長（Vice-Chancellor），其他學會創始成員還有古魯達斯·班納吉爵士等90餘人，模仿倫敦數學學會的結構和運作方式成立了該組織。這是亞洲最古老的數學學會。
該學會從成立之初就舉辦數學講座，而現在有更多的學術交流組織形式，不僅是專業的數學家和學生，業餘的數學愛好者也可以入會并參與一定形式的活動。1992年學會開設獎項用以鼓勵32歲以下的優秀青年數學家。學會和阿尔伯特·爱因斯坦、阿尼爾·庫馬爾·蓋因、苏布拉马尼扬·钱德拉塞卡、阿卜杜勒·萨拉姆等杰出數學和科學家都有聯繫。

## 刊物
該學會主要出版物為以下四種期刊：
- 加爾各答數學學會公報（Bulletin of Calcutta Mathematical Society）為學會主要出版物，雙月刊，於學會成立第二年，即1909年4月創刊[6]；
- 加爾各答數學學會會刊（Journal of Calcutta Mathematical Society）為年刊，每年12月出版；
- 加爾各答數學學會評論（Review of Calcutta Mathematical Society）為半年刊，每年6月和12月出版；
- 加爾各答數學學會新聞公報（News Bulletin of Calcutta Mathematical Society），出版同學會公報，是其姊妹期刊。